# Mistrovství Evropy v plavání na otevřené vodě 1993
III. mistrovství Evropy v plavání na otevřené vodě za rok 1993 proběhlo na Slapech, Česko ve dnech 28. až 29. srpna 1993.
Další ročník mistrovství Evropy v plavání na otevřené vodě od roku 1995 proběhl v rámci mistrovství Evropy v plaveckých sportech.

## Česká stopa
V závodě na 5 km žen startovalo 18 závodnic – Olga Šplíchalová (*1975) z TJ Znojmo obsadila 1. místo a vybojovala titul mistryně Evropy, Eva Nováková (*1977) z PK Slávie VŠ Plzeň 3. místo a získala bronzovou medaili a Jana Bezděková (*1976) z  obsadila 8. místo. V závodě na 25 km žen startovalo 17 závodnic – Yvetta Hlaváčová (*1975) z KPSP Kometa Brno obsadila 7. místo, Lenka Pacáková (*1966) z TJ Spartak Přerov 9. místo a Petra Skrbková (*1977) z SCPA Pardubice 14. místo.
V závodě na 5 km mužů startovalo 17 závodníků – Aleš Havránek (*1974) z USK Praha obsadil 3. místo a získal bronzovou medaili, Michal Špaček (*1973) z VSK Univerzita Brno 7. místo a Jan Lipavský (*1975) z PK Vysoké Mýto 14. místo. V závodě na 25 km mužů startovalo 22 závodníků – Richard Kamas (*1968) z PK Slávie VŠ Plzeň obsadil 4. místo, Michael Drozd (*1968) z USK Praha obsadil 7. místo a Michal Šanda (*1964) z KPSP Kometa Brno závod vzdal.

## Výsledky
| Muži  | Zlato                  | Zlato     | Stříbro                 | Stříbro   | Bronz                | Bronz     |
| ----- | ---------------------- | --------- | ----------------------- | --------- | -------------------- | --------- |
| 5 km  | Marco Formentini (ITA) | 58:10,9   | Claudio Gargaro (ITA)   | 59:08,2   | Aleš Havránek (CZE)  | 59:41,4   |
| 25 km | Dario Taraboi (ITA)    | 5:28:06,9 | Hans van Goor (NED)     | 5:36:12,7 | Attila Molnár (HUN)  | 5:44:30,4 |
| Ženy  | Zlato                  | Zlato     | Stříbro                 | Stříbro   | Bronz                | Bronz     |
| 5 km  | Olga Šplíchalová (CZE) | 1:02:27,3 | Carla Geurtsová (NED)   | 1:02:59,3 | Eva Nováková (CZE)   | 1:03:46,5 |
| 25 km | Anne Chagnaudová (FRA) | 5:47:55,8 | Gea Veldhuizenová (NED) | 5:52:52,2 | Wandy Katerová (NED) | 5:53:03,7 |

## Medailová bilance
V plavání na otevřené vodě se rozdělily celkem 4 sady medailí.
| Pořadí | Stát             |       | Muži    | Muži  | Muži  |         | Ženy  | Ženy  | Ženy    |       | Muži + Ženy | Muži + Ženy | Muži + Ženy | Celkem |
| Pořadí | Stát             | Zlato | Stříbro | Bronz | Zlato | Stříbro | Bronz | Zlato | Stříbro | Bronz |             |             |             | Celkem |
| ------ | ---------------- | ----- | ------- | ----- | ----- | ------- | ----- | ----- | ------- | ----- | ----------- | ----------- | ----------- | ------ |
| 1.     | Itálie (ITA)     |       | 2       | 1     | 0     |         | 0     | 0     | 0       |       | 2           | 1           | 0           | 3      |
| 2.     | Česko (CZE)      |       | 0       | 0     | 1     |         | 1     | 0     | 1       |       | 1           | 0           | 2           | 3      |
| 3.     | Francie (FRA)    |       | 0       | 0     | 0     |         | 1     | 0     | 0       |       | 1           | 0           | 0           | 1      |
| 4.     | Nizozemsko (NED) |       | 0       | 1     | 0     |         | 0     | 2     | 1       |       | 0           | 3           | 1           | 4      |
| 5.     | Maďarsko (HUN)   |       | 0       | 0     | 1     |         | 0     | 0     | 0       |       | 0           | 0           | 1           | 1      |
| Celkem | Celkem           |       | 2       | 2     | 2     |         | 2     | 2     | 2       |       | 4           | 4           | 4           | 12     |